# Bibliotekstjuven
Bibliotekstjuven är en miniserie i tre delar av Sveriges Television som visades 2011. Serien är baserad på historien om Anders Burius, mer känd som KB-mannen. Regissör är Daniel Lind Lagerlöf, och titelrollen spelas av Gustaf Skarsgård.

## Handling
John Manneus får genom sin anställning på Kungliga biblioteket tillgång till värdefulla böcker som han stjäl och sedan säljer till en bokhandlare i Amsterdam. De stora inkomsterna förändrar Johns livsstil vilket leder till tragedi i hans familjeliv. Kollegorna på biblioteket fattar misstankar och startar i hemlighet en internutredning för att söka upp bibliotekstjuven.

## Rollista i urval
- Gustaf Skarsgård - John Johansson/Manneus
- Gunilla Röör - Lisbet
- Reuben Sallmander - Tom Goldman
- Liv Mjönes - Pia Johansson
- Maria Kulle - Karin
- Lil Terselius - Bibbi
- Kristina Calvert-Smith - Jonna
- Claes Ljungmark - Otto Wersell
- Sigrid Johnson - Siri
- Barbro Enberg - Margit Johansson
- Robin Keller - Solo
- Björn Bengtsson - P-O Johansson
- Johan Lindell - Vidar Hultén
- Anneli Terro - Jelena
- Franc Veeger - Bart Houtkooper
- Mariah Salah - Joyce
- Johan Schildt - Johan Bergman
- Leif Ahrle - Bengt Lithell